# L'Avelhanet (Arieja)
L'Avelhanet (Lavelanet en francès) és una població occitana situada al País d'Olmes (departament de l'Arieja, regió d'Occitània). L'any 2014 tenia 6245 habitants. Està situat a 19 quilòmetres de Mirapeis, 27 de Foix, 10 de Montsegur i a 19 de Puègverd.

## Toponímia
El seu nom original prové de l'occità Avelana, que alhora ve del llatí Avellana. Sembla que el lloc es caracteritzava antigament pels seus boscos d'avellaners. Del segle viii a ix, el trobem escrit com a Avellanum o Avellanetum i a partir del 1148 ja el trobem com a L'Avelhanet. Les primeres mencions del topònim en francès Lavelanet són del 1787.

## Demografia
L'evolució del nombre d'habitants es coneix a través dels censos de la població realitzada a la comuna des del 1793. A partir del segle xxi, els censos en municipis de menys de 10 000 habitants es realitzen cada cinc anys, contràriament als altres municipis que passen per un recompte d'habitants anual.
El 2014, el municipi de L'Avelhanet tenia 6 245 habitants, una diminució del -6,03 % en referència a 2009 (l'Arieja: 0,95 %, França menys Mayotte: 2,49 %)
| Evolució de la població |      |      |      |      |      |      |      |      |
| 1793                    | 1800 | 1806 | 1821 | 1831 | 1836 | 1841 | 1846 | 1851 |
| 1191                    | 1222 | 1508 | 1717 | 1852 | 2527 | 2898 | 3004 | 3062 |

| 1856 | 1861 | 1866 | 1872 | 1876 | 1881 | 1886 | 1891 | 1896 |
| ---- | ---- | ---- | ---- | ---- | ---- | ---- | ---- | ---- |
| 2944 | 3006 | 3033 | 3292 | 3095 | 3205 | 3246 | 2981 | 3179 |

| 1901 | 1906 | 1911 | 1921 | 1926 | 1931 | 1936 | 1946 | 1954 |
| ---- | ---- | ---- | ---- | ---- | ---- | ---- | ---- | ---- |
| 2196 | 3270 | 3532 | 3608 | 4827 | 4849 | 4933 | 5541 | 6820 |

| 1962 | 1968 | 1975 | 1982 | 1990 | 1999 | 2007 | 2012 | 2014 |
| ---- | ---- | ---- | ---- | ---- | ---- | ---- | ---- | ---- |
| 7648 | 8630 | 9346 | 8368 | 7740 | 6872 | 6769 | 6404 | 6245 |

## L'Avellanetencs il·lustres
- Benoît Baby, jugador de rugbi a 15, 3/4 centre.
- Fabien Barthez, jugador de futbol.
- Patrick Estève, jugador de rugbi a 15, 3/4 ala esquerra.
- Perrine Laffont, esquiadora.